# Aurora (Karolina Północna)
Aurora – miasto w Stanach Zjednoczonych, w stanie Karolina Północna, w hrabstwie Beaufort.